# Irlelo
Irlelo ist eine osttimoresische Aldeia im Suco Guiço (Verwaltungsamt Loes, Gemeinde Liquiçá). 2015 lebten in der Aldeia 433 Menschen.

## Geographie
Irlelo liegt im Südwesten des Sucos Guiço. Nordöstlich befindet sich die Aldeia Vatu-Vei und südöstlich die Aldeia Pandevou. Im Westen grenzt Irlelo an den Suco Maubaralissa und im Süden an den Suco Atabae (Gemeinde Bobonaro). Die Grenze zu Bobonaro bildet der Fluss Lóis. Im Norden befinden sich die Hügel Foho Daalaba (147 m) und Foho Ebole (184 m).
Den Süden der Aldeia nimmt das Dorf Irlelo ein, der Hauptort des Sucos. Der Nordteil der Siedlung dehnt sich entlang der sich hier kreuzenden Überlandstraßen aus, während der Südteil aus Straßen besteht, die in Rechtecke geformt sind. Im Dorf befinden sich der Sitz des Sucos, ein Hospital und eine Grundschule. Einige einzeln stehende Häuser im Südosten bilden gemeinsam den Ort Goulete.

## Geschichte
Indonesien marschierte 1975 in Osttimor ein und hielt es bis 1999 besetzt. Ende 1979 gab es in Irlelo ein sogenanntes Transit Camp, in dem die Besatzer osttimoresische Zivilisten internierten.

## Politik
2023 wurde Abilio da Costa Gama zum Chefe de Aldeia gewählt.